# Ceraphron crenulatus
Ceraphron crenulatus är en stekelart som beskrevs av Jean-Jacques Kieffer 1913. Ceraphron crenulatus ingår i släktet Ceraphron och familjen pysslingsteklar. Inga underarter finns listade i Catalogue of Life.